# Йозефина, принцесса Дании
Её Королевское Высочество Йозефина (полное имя: Йозефина София Ивало Матильда, дат. Josephine Sophia Ivalo Mathilda; род. 8 января 2011, Копенгаген), принцесса Датская, графиня Монпенза — дочь короля Фредерика X, сестра-близнец принца Винсента. В списке датского престолонаследия занимает четвёртую позицию.

## Биография
Принцесса Йозефина родилась 8 января 2011 года в Копенгагене в семье Фредерика, графа Монпеза и его супруги Мэри Дональдсон на 26 минут позже брата-близнеца принца Винсента. В тот же день, в честь рождения близнецов из замка Кронборг и военно-морской базы Холмен был произведён 21 артиллерийский залп.
14 апреля 2011 года вместе с братом была крещена в часовне замка Холмен; она получила имя Йозефина София Ивало Матильда.
15 августа 2017 года принцесса Йозефина вместе с братом Винсентом поступила в 0-й класс в школу Транегард, в Гентофте.
В августе 2023 года было объявлено, что принцесса продолжит своё образование в частной школе Kildegård в Хеллерупе.